# Гай Канулей (трибун 100 пр.н.е.)
Гай Канулей (Gaius Canuleius) е политик на Римската република през началото на 1 век пр.н.е.
Произлиза от плебейската фамилия Канулеи.
През 100 пр.н.е. той е народен трибун. Неговите колеги са Публий Фурий, Квинт Помпей Руф и Луций Порций Катон. Консули тази година са Гай Марий (за 6-и път) и Луций Валерий Флак.
Прави се опит за връщането от изгнанието на Квинт Цецилий Метел Нумидийски.
Канулей обвинява колегата си Публий Фурий.
През 99 или 98 пр.н.е. Канулей е отново народен трибун. Неговите колеги са Гай Апулей Дециан (C. Appuleius Decianus) и Квинт Калидий (Q. Calidius).